# Hundmannen
Hundmannen (engelska: Dog Man) är en animerad komedifilm, med premiär planerad till 2025. Filmen är baserad på Dav Pilkeys grafiska romanserie med samma namn och är producerad av Dreamworks Animation. Den är en spin-off av Kapten Kalsong: Filmen från 2017.
Filmen hade biopremiär i Sverige den 14 februari 2025, utgiven av Universal Pictures.

## Rollista (i urval)

### Engelska originalröster
- Pete Davidson – Petey the Cat
- Lil Rel Howery – Chief
- Isla Fisher – Sarah Hatoff
- Ricky Gervais – Flippy the Fish
- Poppy Liu – Butler
- Stephen Root – Grampa
- Billy Boyd – Seamus[2]